# Villamediana de Iregua
Villamediana de Iregua – gmina w Hiszpanii, w prowincji La Rioja, w La Rioja, o powierzchni 20,42 km². W 2011 roku gmina liczyła 7212 mieszkańców.